# Sciadotenia pubistaminea
Sciadotenia pubistaminea är en tvåhjärtbladig växtart som först beskrevs av Karl Moritz Schumann, och fick sitt nu gällande namn av Friedrich Ludwig Diels. Sciadotenia pubistaminea ingår i släktet Sciadotenia och familjen Menispermaceae. Inga underarter finns listade i Catalogue of Life.